# Knud 5.
Knud 5. eller Knud Magnussen (født i 1129, død 9. august 1157 i Roskilde) var konge af Danmark 1146-1157. sammen med medkongerne Svend og Valdemar, under borgerkrigen 1146-1157. Knud var søn af Magnus, der var søn af kong Niels.
Efter at Erik Lam i 1146 abdicerede, valgte jyderne Knud til konge, mens sjællænderne valgte Svend. Det kom snart efter til krig, og i en periode blev Knud fordrevet til Tyskland, hvor det lykkedes ham at samle en hær. I 1154 bekræftede den tyske konge (senere kejser), Frederik Barbarossa, som Danmarks lensherre, at Svend skulle være enekonge i Danmark, mens Knud skulle have Sjælland som len. I 1154 brød stridighederne ud igen, og denne gang var Knud allieret med Valdemar, der indtil da havde støttet Svend. Det endte denne gang med, at Svend blev fordrevet, men i 1157 vendte han tilbage, og man enedes med den tyske kejser om en tredeling af riget: Valdemar fik Jylland, Knud fik Sjælland og Svend fik Skåne.
For at fejre afslutningen på mange års stridigheder indbød Svend sine medkonger til et forsoningsgilde i Roskilde den 9. august 1157. Under måltidet lod Svend sine mænd overfalde Valdemar og Knud. Knud blev dræbt på stedet, mens det lykkedes den sårede Valdemar at flygte. Episoden er siden blevet kendt som Blodgildet i Roskilde. Den 23. oktober samme år mødtes Valdemar og Svend i et kort, men voldsomt slag på Grathe Hede. Det endte med, at Svend flygtede ud i nogle sumpe, hvor han mistede våben og udrustning. Han blev taget til fange og dræbt med et øksehug. Herefter var Valdemar dansk enekonge. Digteren Thor Lange har ved Grågårde i nærheden af Thorning opsat et stenkors på stedet for begivenheden.

## Ægteskab og børn
Han giftede sig i 1156 med en datter af Sverker 1., konge af Sverige (Östergötland). Hendes navn antages enten at være Helena eller Ingegärd.
Knud menes at være far til en række børn, men det er ikke sikkert, at nogle af disse er med hans dronning som moderen. Mange af de formodede børn, der angives i forskellige kilder, er dog enten temmelig utroværdige eller slet og ret umulige (kronologisk set eller på anden vis). Af de tilbageværende accepterede, formodede eller mulige børn er der følgende tre:
- Niels den Hellige (1150–1180).
- Valdemar (1157–1236); fra 1182 biskop af Slesvig
- Hildegard af Danmark (født ca. 1157) gift med fyrst Jaromar 1.